# Moritz Güdemann

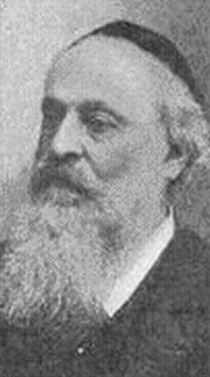
Moritz Güdemann 1906

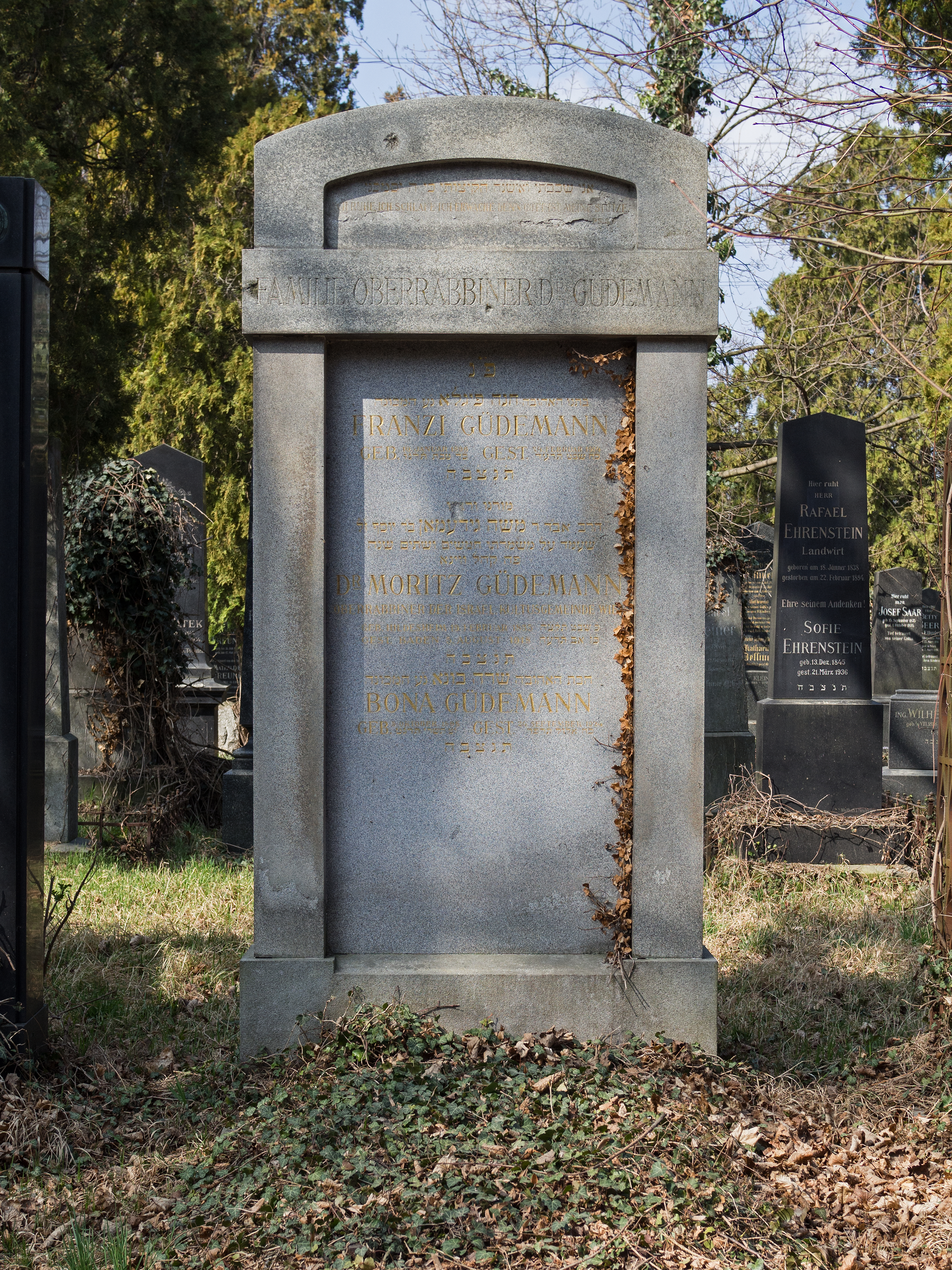
Grab von Moritz Güdemann im alten israelitischen Teil des Wiener Zentralfriedhofes

Moritz Güdemann (geboren 19. Februar 1835 in Hildesheim; gestorben 5. August 1918 in Baden bei Wien) war ein jüdischer Gelehrter, Verfasser zahlreicher wissenschaftlicher Arbeiten und langjähriger Rabbiner in Wien. Er war Mitbegründer der Oesterreichisch-Israelitischen Union und der Israelitisch-Theologischen Lehranstalt. Als sein bedeutendstes Werk gilt seine Geschichte des Erziehungswesens und der Cultur der abendländischen Juden während des Mittelalters und der neueren Zeit.

## Leben
Güdemann besuchte die jüdische Grundschule und trat danach ins Gymnasium Josephinum ein, wo er von Priestern unterrichtet wurde. Zeitlebens betonte er sein gutes Einvernehmen mit Schülern und Lehrern (darunter der spätere Bischof Daniel Wilhelm Sommerwerck) und dass er als Jude keinerlei Art von Diskriminierung erfuhr. Von 1854 bis 1862 absolvierte er das Breslauer Jüdisch-Theologische Seminar und hörte gleichzeitig Vorlesungen über arabische und persische Literatur an der Universität Breslau. 1862 wurde er in Breslau zum Rabbiner ordiniert und im gleichen Jahr Rabbiner in Magdeburg. Vier Jahre darauf wurde er zum Prediger am Leopoldstädter Tempel in Wien ernannt, 1868 wurde er gemeinsam mit dem Rabbiner der Schiffschul, Salomon Spitzer, Nachfolger des verstorbenen Rabbiners Lazar Horowitz. Im Jahr 1869 wurde er Vorsteher des rabbinischen Gerichts in Wien, 1892 erhielt er den Titel Oberrabbiner. Nach dem Tod Adolf Jellineks, der als Prediger am Stadttempel gewirkt hatte, wurde Güdemann 1894 auch Rabbiner des Stadttempels von Wien.

## Wirken als Rabbiner
Güdemann war als Rabbiner konservativ, so lehnte er die vom Gemeindevorstand gewünschte Einführung der Orgel in der Synagoge ab, ebenso die Streichung der Gebete, die sich auf Zion und die Tempelopfer der biblischen Zeit beziehen. Anlässlich des Laubhüttenfestes ließ er im Hof des Leopoldstädter Tempels eine Laubhütte aufstellen, was als Rückschritt erachtet wurde. Auch soll er, entgegen den damaligen Gepflogenheiten, bei den Mahlzeiten den Kopf mit einem Käppchen bedeckt haben.

### Zionismus
Der erste Kontakt zwischen Güdemann und Theodor Herzl, dem Begründer des politischen Zionismus, fand im Juni 1895 statt. Güdemann schwankte zunächst zwischen Begeisterung und Skepsis gegenüber der zionistischen Sache, wurde dann jedoch zum erklärten Gegner Herzls. Vor dem ersten Zionistenkongress in Basel von 1897 publizierte er eine Broschüre gegen den Zionismus mit dem Titel „Nationaljudenthum“, die im gleichen Verlag erschien, in dem auch Herzls Schrift „Der Judenstaat“ erschienen war. Darin legte er dar, dass ein Nationaljudentum seit der Zerstörung des zweiten Tempels in Jerusalem nicht mehr existiert, dass das Judentum inzwischen eine Weltreligion sei und ein unversöhnlicher Gegensatz zwischen Judentum und jüdischer Nationalität bestehe. Der Zionismus „übertrage den nationalen Chauvinismus auf das Judentum“. Ein Judentum „mit Kanonen und Bajonetten würde die Rolle Davids mit der Goliaths vertauschen und eine Travestie seiner selbst sein“.
Herzls Antwort erschien in Joseph Samuel Blochs Oesterreichischer Wochenschrift (23. April 1897) unter dem Titel „Das Nationaljudenthum von Dr. Güdemann“. Eine weitere, von Max Nordau verfasste Erwiderung („Ein Tempelstreit“) wurde in der zweiten Nummer der „Welt“ (11. Juni 1897) als Leitartikel veröffentlicht.

### Antisemitismus
Güdemann richtete sein Interesse später verstärkt auf jüdische Apologetik gegen den Antisemitismus. In seiner Abhandlung Die Apologetik von 1906 wandte er sich in aller Schärfe gegen die Judenfeindlichkeit der wissenschaftlich christlichen Theologie und ihre Unfähigkeit, das Judentum in seiner Kontinuität als lebendige Tradition zu verstehen.

## Werke (Auswahl)
- Moslih-ed-dini sa'dii consessuum tertius et quartus, ad fidem codicis Vratislaviensis primum editi, cum editione Calcutt. collati, adnotationibus et criticis et exegeticis instructi. s. n., s. l. 1858 (Breslau, Universität, Dissertation, 1858, über ein Thema des Sophismus).
- Jesuiten und Judenkinder im Jahre 1693. In: Monatsschrift für Geschichte und Wissenschaft des Judenthums. Bd. 8, Heft 10, 1859, ISSN 2193-9136, S. 365–374.
- Das Leben des jüdischen Weibes. Sittengeschichtliche Skizze aus der mischnisch-talmudischen Epoche. Gedruckt bei H. Sulzbach, Breslau 1859.
- Zur Geschichte der Juden in Magdeburg. Grösstentheils nach Urkunden des Magdeburger Kgl. Provinzial-Archivs bearbeitet. In: Monatsschrift für Geschichte und Wissenschaft des Judentums. Bd. 14, Heft 7, 1865, S. 241–256; Heft 8, S. 281–296; Heft 9, S. 321–335; Heft 10, S. 361–370 (Auch Sonderabdruck: Verlag der Schletter'schen Buchhandlung, Breslau 1866, Digitalisat).
- Jüdisches im Christentum des Reformations-Zeitalters. Vortrag (= Verein zur Förderung Jüdischer Literatur in Wien.Vorträge. Bd. 1, ZDB-ID 2440713-6). Selbstverlag des Vereines zur Förderung jüdischer Literatur, Wien 1870.
- Jerusalem, Die Opfer und die Orgel. Predigt, am Sabbath, 25. Adar 5631[6]. Herzfeld & Bauer, Wien 1871 (Redetext gegen den Einsatz von Orgeln in den Synagogen).
- Das jüdische Unterrichtswesen während der spanisch-arabischen Periode. Gerold, Wien 1873.
- Religionsgeschichtliche Studien. Leiner, Leipzig 1876, online.
- Geschichte des Erziehungswesens und der Cultur der abendländischen Juden während des Mittelalters und der neueren Zeit. 3 Bände. Hölder, Wien 1880–1888 (maßgebliches Werk bis heute, übersetzt ins Hebräische [von A. Friedberg] und Jiddische).
- Nächstenliebe. Ein Beitrag zur Erklärung des Matthäus-Evangeliums. Löwit, Wien 1890.
- Quellenschriften zur Geschichte des Unterrichts und der Erziehung bei den deutschen Juden. Von den ältesten Zeiten bis auf Mendelssohn. Hofmann, Berlin 1891, Digitalisat.
- Grabreden. Während der letzten fünfundzwanzig Jahre in der Wiener israelitischen Kultusgemeinde gehalten. Hölder, Wien 1894.
- Stellung der jüdischen Literatur in der christlich-theologischen Wissenschaft während und am Ende des 19. Jahrhunderts. In: Marcus Brann, Ferdinand Rosenthal (Hrsg.): Gedenkbuch zur Erinnerung an David Kaufmann. Schottlaender, Breslau 1900, S. 654–666.
- Das Judenthum in seinen Grundzügen und nach seinen geschichtlichen Grundlagen dargestellt. Löwit, Wien 1902 (auch gegen Herzls „Judenstaat“ gerichtet).
- Das Judenthum im neutestamentlichen Zeitalter in christlicher Darstellung. In: Monatsschrift für Geschichte und Wissenschaft des Judenthums. NF Bd. 11 = Bd. 47, Heft 1, 1903, S. 38–53; Heft 2, S. 120–136; Heft 3, S. 231–249.
- Jüdische Apologetik. Flemming, Glogau 1906.
- Wie sollen wir die Bibel lesen? Ein Vortrag. In: Dr. Bloch's Oesterreichische Wochenschrift. Bd. 19, Nr. 12, vom 19. März 1909, S. 197–203.
- Kürzen und Längen in der Bibel. In: Monatsschrift für Geschichte und Wissenschaft des Judentums. NF Bd. 19 = Bd. 55, Heft 2, 1911, S. 129–155.
- Biblische Geschichte und biblische Geschichten. In: Marcus Brann, Ismar Elbogen (Hrsg.): Festschrift zu Israel Lewy's siebzigstem Geburtstag. M. & H. Marcus, Breslau 1911, S. 285–307.
- Der jetzige Weltkrieg und die Bibel. Vortrag gehalten in der Wiener „Urania“ am 9. Januar 1915. In: Monatsschrift für Geschichte und Wissenschaft des Judentums. NF Bd. 23 = Bd. 59, Heft 1, 1915, S. 1–12.
- Moritz Güdemann: Mein Leben. Manuskript, Wien 1899–1918. Auszug  in: Albert Lichtblau (Hrsg.): Als hätten wir dazugehört. Wien : Böhlau, 1999, S. 464–480
- Moritz Güdemann (Gudemann) „Aus meinem Leben“,  1918  .